# Rußheimer Altrhein
Rußheimer Altrhein este o arie protejată (arie de protecție specială avifaunistică — SPA) din Germania întinsă pe o suprafață de 85 ha, integral pe uscat.

## Localizare
Centrul sitului Rußheimer Altrhein este situat la coordonatele 49°12′58″N 8°23′50″E / 49.2161°N 8.3972°E.

## Înființare
Situl Rußheimer Altrhein a fost declarat arie de protecție specială avifaunistică în ianuarie 2004 pentru a proteja 20 de specii de animale.

## Biodiversitate
Situată în ecoregiunea continentală, aria protejată nu include niciun habitat protejat.
La baza desemnării sitului se află mai multe specii protejate de  păsări (20): lăcar mare (Acrocephalus arundinaceus), pescăruș albastru (Alcedo atthis), rață lingurar (Anas clypeata), Ardea purpurea purpurea, rață-cu-cap-castaniu (Aythya ferina), Bucephala clangula, barză neagră (Ciconia nigra), ciocănitoarea de stejar (Dendrocopos medius), egretă albă (Egretta alba), șoimul rândunelelor (Falco subbuteo), frunzăriță galbenă (Hippolais icterina), Ixobrychus minutus minutus, sfrâncioc roșiatic (Lanius collurio), Luscinia svecica cyanecula, ferestraș mic (Mergus albellus), gaia neagră (Milvus migrans), cormoran mare (Phalacrocorax carbo carbo), ciocănitoare verzuie (Picus canus), Rallus aquaticus aquaticus, pițigoi-pungar (Remiz pendulinus).